# International Swimming Hall of Fame/Wasserballspieler
In der folgenden Liste werden alle 36 Wasserballspieler, die seit 1965 in die International Swimming Hall of Fame aufgenommen wurden, aufgeführt. Auch Wasserball ist seit Beginn des 20. Jahrhunderts olympisch und es werden daher zur Aufnahme ebenfalls meist olympische Medaillen gefordert.
Neben dem Namen und der Nation des Sportlers sind das Jahr der Aufnahme in die Ruhmeshalle, der Karriere-Höhepunkt (definiert als die Zeit zwischen dem ersten und dem letzten internationalen Erfolg) und die Zahl der olympischen Medaillen angegeben.
| Name                                | Nation          | Aufnahme- Jahr | Karriere- Höhepunkt | Medaillen | Medaillen | Medaillen | Anmerkungen                                                            |
| ----------------------------------- | --------------- | -------------- | ------------------- | --------- | --------- | --------- | ---------------------------------------------------------------------- |
| Oleksij Barkalow                    | Sowjetunion     | 1993           | 1968–1980           | 2         | 1         | 0         |                                                                        |
| Gérard Blitz                        | Belgien         | 1990           | 1920–1936           | 0         | 2         | 1         | gewann 1920 Bronze über 100 m Rücken, 1 Weltrekord über 400 m Rücken   |
| Gianni De Magistris                 | Italien         | 1995           | 1968–1984           | 0         | 1         | 0         | hat an 5 Olympischen Spielen teilgenommen und dabei 60 Tore geworfen   |
| Manuel Estiarte                     | Spanien         | 2007           | 1980–2000           | 1         | 1         | 0         | sechs Olympiastarts; Torschützenkönig 1980, 1984 und 1988.             |
| Tamas Farago                        | Ungarn          | 1993           | 1970–1980           | 1         | 1         | 1         |                                                                        |
| Fritz Gunst                         | Deutschland     | 1990           | 1928–1936           | 1         | 2         | 0         | war Team-Kapitän bei den Olympischen Spielen 1928, 1932 und 1936       |
| Dezső Gyarmati                      | Ungarn          | 1976           | 1948–1964           | 3         | 1         | 0         |                                                                        |
| Olivér Halassy                      | Ungarn          | 1978           | 1928–1936           | 2         | 1         | 0         | war auch Europameister über 1500 m Freistil                            |
| Marton Homonnay                     | Ungarn          | 1971           | 1928–1936           | 2         | 1         | 0         | war Team-Kapitän bei den Olympischen Spielen 1932 und 1936             |
| Zoran Janković                      | Jugoslawien     | 2004           | 1964–1971           | 1         | 1         | 0         |                                                                        |
| Alexander Sergejewitsch Kabanow     | Sowjetunion     | 2001           | 1972–1983           | 2         | 0         | 0         | war Trainer des russischen Wasserballteams in den 1990er Jahren        |
| György Kárpáti                      | Ungarn          | 1982           | 1952–1964           | 3         | 0         | 1         |                                                                        |
| Bela Komjadi                        | Ungarn          | 1995           | 1912–1931           | 0         | 0         | 0         | Urvater des ungarischen Wasserballs, erfand den Luftpass               |
| Zdravko Kovačić                     | Jugoslawien     | 1984           | 1948–1956           | 0         | 2         | 0         | war Torwart und Teamkapitän im jugoslawischen Wasserballteam           |
| Dezső Lemhényi                      | Ungarn          | 1998           | 1940–1952           | 1         | 1         | 0         | war 1952 bis 1960 Trainer des ungarischen Wasserballteams              |
| Mario Majoni                        | Italien         | 1972           | 1934–1948           | 1         | 0         | 0         | war 1938 bis 1948 Kapitän des italienischen Wasserballteams            |
| Kálmán Markovits                    | Ungarn          | 1994           | 1952–1962           | 2         | 0         | 1         | war 1968 und 1992 Trainer des ungarischen Wasserballteams              |
| Mihály Mayer                        | Ungarn          | 1987           | 1956–1964           | 2         | 0         | 2         |                                                                        |
| Igor Milanović                      | Jugoslawien     | 2006           | 1984–1991           | 2         | 0         | 0         | erzielte 560 Tore in mehr als 349 internationalen Wettkämpfen          |
| János Németh                        | Ungarn          | 1969           | 1932–1948           | 2         | 1         | 0         | mit ihm verlor Ungarn zwischen 1929 und 1939 nur eines von 110 Spielen |
| Wallace O’Connor                    | USA             | 1966           | 1924–1936           | 0         | 0         | 2         |                                                                        |
| Henri Padou senior                  | Frankreich      | 1970           | 1924–1936           | 1         | 0         | 1         |                                                                        |
| Eraldo Pizzo                        | Italien         | 1990           | 1958–1972           | 1         | 0         | 0         |                                                                        |
| Joseph Plentinex                    | Belgien         | 1988           | 1908–1926           | 0         | 3         | 1         |                                                                        |
| Paul Radmilovic                     | Verein. Königr. | 1967           | 1906–1920           | 4         | 0         | 0         | gewann 1908 Gold in der 4 × 200-m-Freistilstaffel                      |
| Cesare Rubini                       | Italien         | 2000           | 1947–1956           | 1         | 0         | 1         | ist auch Mitglied in der Basketball Hall of Fame                       |
| Joe Ruddy                           | USA             | 1986           | 1904–19xx           | 1         | 0         | 0         |                                                                        |
| Mirko Sandić                        | Jugoslawien     | 1999           | 1960–1970           | 1         | 1         | 0         |                                                                        |
| Terry Schroeder                     | USA             | 2002           | 1979–1992           | 0         | 2         | 0         |                                                                        |
| Jewgeni Konstantinowitsch Scharonow | Russland        | 2003           | 1980–1992           | 1         | 0         | 2         |                                                                        |
| Charles Smith                       | Verein. Königr. | 1981           | 1908–1924           | 3         | 0         | 0         | war 24 Jahre lang (1902 bis 1926) im britischen Wasserballteam         |
| Jimmy Smith                         | USA             | 1992           | 1924–1935           | 0         | 0         | 0         | Vater und Designer des modernen Wasserballs                            |
| István Szívós Jr.                   | Ungarn          | 1996           | 1968–1980           | 1         | 1         | 2         |                                                                        |
| István Szívós Sr.                   | Ungarn          | 1997           | 1948–1956           | 2         | 1         | 0         |                                                                        |
| George Wilkinson                    | Verein. Königr. | 1980           | 1908–1912           | 2         | 0         | 0         | war zwischen 1901 und 1922 im britischen Wasserballteam                |
| Craig Wilson                        | USA             | 2005           | 1984–1992           | 0         | 2         | 0         |                                                                        |

Ebenfalls als Wasserballspieler aufgenommen, aber in einer anderen Kategorie gelistet sind:
- John Derbyshire (Schwimmer)
- John Hatfield (Schwimmer)
- Monte Nitzkowski (Trainer)
- Erich Rademacher (Schwimmer)
- Tim Shaw (Schwimmer)
- Clyde Swendsen (Trainer)